# 강경읍
강경읍(江景邑)은 충청남도 논산시의 서부에 위치한 읍이다. 논산천, 강경천이 논산평야를 가로질러 금강으로 유입되는 곳으로, 수로과 육로를 잇는 큰 포구로 번성하였다. 법원, 검찰청, 경찰서 등 논산시의 주요 공공기관이 소재하고 있으며, 특산물로 젓갈이 유명하다.
강경포(江景浦)는 동해안에 위치한 원산시의 원산항과 더불어 '조선 2대 포구'로 불렸던 항구로 하항(河港)이었고, 100여 척의 배가 드나들 정도로 큰 포구였다. 쌀을 비롯한 해산물 등의 집산이 활발하여 금강 유역에서 생산되는 농산물을 전국적으로 유통시키는 중심지였으며, 전국 각지의 상품을 유입하여 금강 주변 지역으로 분배시키는 역할도 하였다. 이로 인해 강경장은 평양·대구와 함께 조선의 3대 시장으로 번성하였다. 

## 지리
강경읍은 논산시의 서부에 위치하며 행정구역상 동쪽은 연무읍과 채운면, 서쪽은 금강과 부여군 세도면, 남쪽은 전북특별자치도 익산시 망성면, 북쪽은 성동면과 접하고 있다. 강경읍 주위에는 평야지대가 있어 곡창지대로서 알려지고 있다. 금강을 통해 황해로 나아갈 수 있어 강경포구는 유명한 수산항이었다. 강경포는 강폭이 400m에 달해 대형 선박의 출입이 가능했다.
계룡산과 대둔산에서 발원한 금강의 지류들이 북서쪽으로 돌아 남쪽으로 흘러내려오다가 논산천에서 합류하고 논산천은 강경읍 부근에서 금강본류와 합류한다. 금강과 지류들은 논산평야의 젖줄 노릇을 하고 있고, 금강은 천혜적인 방위선인 동시에 교통수단이 되어 왔다.

## 역사

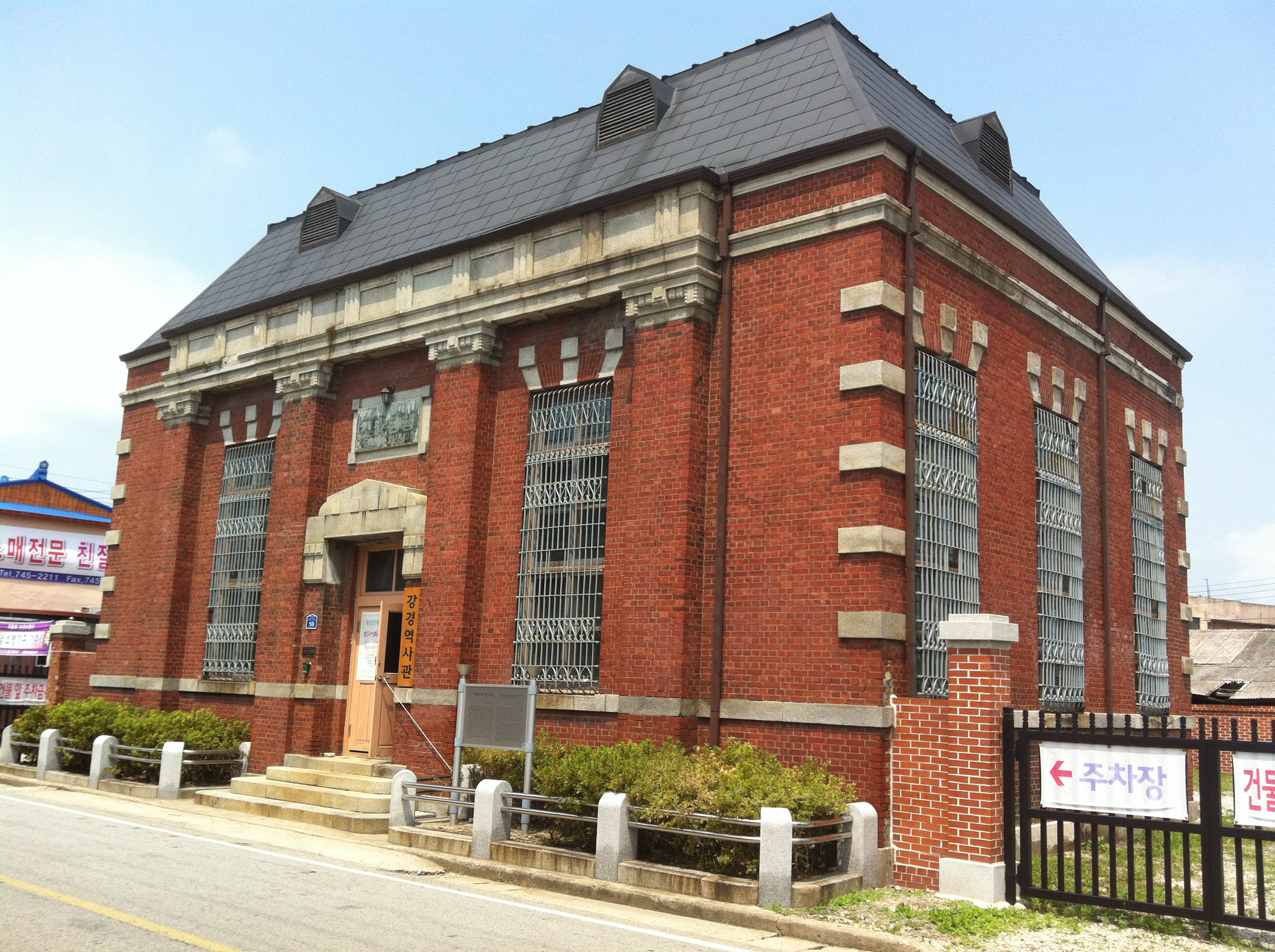
1913년 지어진 옛 한일은행 강경지점 건물. 문화재청 등록문화재 324호

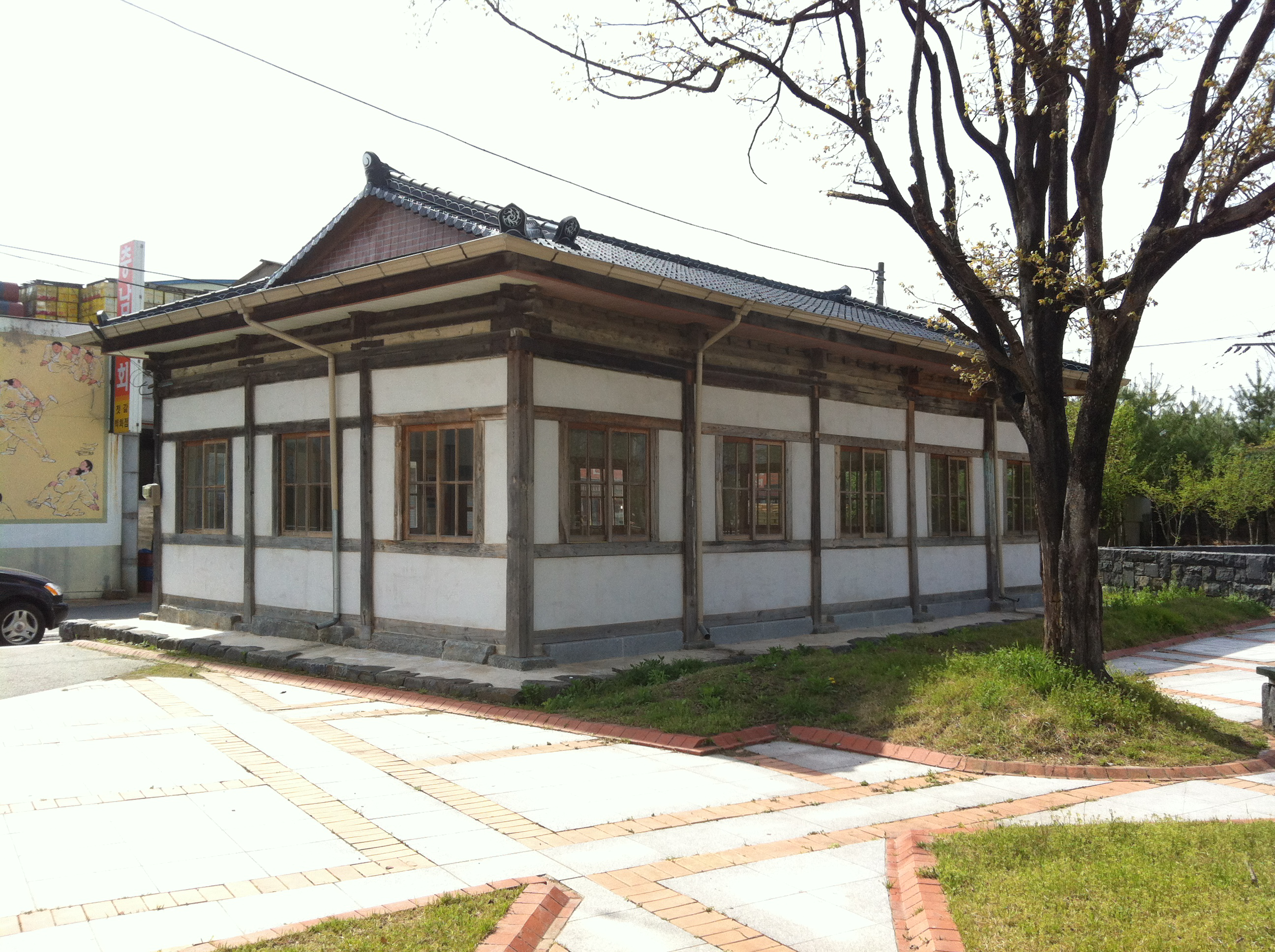
1920년대 지어진 강경노동조합 사무소. 문화재청 등록문화재 323호

강경은 고려와 조선시대 충청도 은진현(恩津縣)이었다. 강경은 금강의 지류가 합류하여 서해로 연결되는 육로와 수로가 교차하는 평야 지대로서 백제 시대부터 많은 인구가 살고 있었다. 대한제국 시기 수상 교통을 바탕으로 충청남도 공주, 부여와 장항, 군산을 연결하는 교통의 요지였다. 고려 중기 무렵에도 제주에서 미역, 고구마, 좁쌀을 실은 배들이 드나 들었고 중국의 무역선들도 비단, 소금 등을 싣고 무역로를 텄다. 한국의 3대 강인 금강이 흐르고, 충청도와 전북특별자치도를 연결하는 중부 지역의 중심지였기 때문에 강경포에는 시장이 크게 발달했다.
17세기 말엽에 열린 강경천 주변의 하시장이 개설되었고, 19세기 말에 들어와서 대시장으로 크게 부각되었다. 1870년에 옥녀봉 동쪽 기슭에 상시장이 설시되면서 2대포구, 3대시장으로 발전하였다. 강경포에 형성된 시장은 대구, 평양의 시장과 함께 '조선 3대 시장'으로 불리며 '1평양, 2강경, 3대구'라는 표현을 만들어냈다. 강경포구는 전국 3대 시장으로서 조선시대부터 4일과 9일장이 열렸다. 채운면의 제방 밑에는 조선시대에 세워진 무지개 모양 돌다리인 미내다리가 있다.
1900년대 들어 조선에서 근대화의 수혜를 입는 첫 번째 지역 중 하나가 되었다. 일본인들은 강경포로 대거 진출하여 시장에 각종 상점과 금융 건물을 세웠다. 1910년대 초반에 지어진 한일은행 건물이 대표적이다.  강경은 전성기에 인구가 3만명에 달했고 유동인구는 10만명에 달했다. 1920년대 강경은 충청남도에서 처음으로 전기가 들어온 도시였다. 근처에 세워진 소규모 수력발전소에서 전기를 공급하였다. 강경극장도 세워졌다.
강경포가 위치해 있는 은진현(恩津縣)의 행정 구역은 여러 차례 변동을 거쳤다. 일본인들이 진출해 시가지를 조성한 후인 1912년에는 충청남도 은진군 김포면이었고, 2년 후 은진군이 논산군으로 개편되면서 1914년에는 강경면으로 개칭하였다. 이후 강경읍과 경계에 있었던 일부 리가 단계적으로 강경읍으로 편입되어 행정구역이 확장되었다.
강경에는 한국 최초의 침례교회인 강경 침례교회, 일제의 신사참배를 거부한 강경 성결교회가 소재하고 있다.
- 조선시대: 충청도 은진현
- 1911년: 은진군의 치소를 강경으로 이전(~1914년).
- 1912년: 충청남도 은진군 김포면 (여산군 북일면 일부 편입)
- 1914년 3월 1일: 충청남도 논산군 강경면
- 1915년: 익산군 망성면 작촌리 일부를 강경면에 편입
- 1921년 10월 1일: 채운면 산양리 일부를 강경면에 편입하여 금정(錦町; 현 채산리)이라 함
- 1931년 4월 1일: 강경읍으로 승격
- 1931년~1933년: 금강 하류 개수공사 (논산천, 강경천 제방축조)
- 1936년 4월 1일: 채운면 제내리, 산양리, 삼거리, 신촌리 일부를 강경읍에 편입하여 행정구역 확장. 제내리는 영정(榮町; 현 채운리), 신촌리는 동정(東町; 현 동흥리), 산양리 중 강경천에 연한 부분은 욱정(旭町)이라 하고, 삼거리 일부는 남정에, 산양리 중 금강에 연한 부분은 황금정에 편입함.
- 1996년 3월 1일: 충청남도 논산시 강경읍

## 행정 구역
- 남교리(南校里): 행정복지센터 소재지
- 대흥리(大興里)
- 동흥리(東興里)
- 북옥리(北玉里)
- 산양리(山陽里)
- 서창리(西倉里)
- 염천리(鹽川里)
- 중앙리(中央里)
- 채산리(彩山里)
- 채운리(彩雲里)
- 태평리(太平里)
- 홍교리(虹橋里)
- 황산리(黃山里)

## 강경시장
강경포는 계룡산과 대둔산에서 흘러나오는 금강의 지류들이 본류와 만나면서 형성하는 곡창지대와 가까우며 해상 해운과의 자연스러운 연결로 교통의 요지로서 천혜의 조건을 갖추고 있었다. 특히 강경시장은 시장 안쪽으로까지 배가 들어올 수 있는 지형을 이용하여 교통이 불편한 시대에 대형 시장으로 성장했다. 서해에서 생산되는 각종 해산물은 강경포를 통해 강경시장으로 들어와 전국 각지로 공급되었다. 전성기에는 해산물 성수기인 봄철에 하루 1백여 척의 배가 드나들었고, 군산과 공주를 오가는 정기선이 매일 다닐 만큼 성업을 이루었다. 하루에 강경시장을 오가는 상인의 수는 수만 명에 달했다.
그러나 철도 개통 이후 1905년부터 청주와 공주가 강경의 상권에서 이탈한 이래 1914년 호남선 개통 등으로 육상 교통이 계속 발달해 가는 과정에서 강경시장은 쇠퇴했다. 군산항의 기능 상실 이후에는 바다와 내륙의 교량지로서의 역할을 잃었다. 지금은 옛 강경포 지역에 포구의 흔적만 남아 있다.

## 강경포 사건
1899년에는 당시 은진군 소속의 한 지역인 강경포에서 가톨릭 측과 일반 주민들 간의 다툼이 일어난 일이 있다. 인근 전북특별자치도 익산군의 나바위본당에서 가톨릭 신자와 비신자 사이의 부채 문제를 계기로 벌어진 사건이었다. 나바위본당에는 프랑스인 신부가 부임해 있다가 사건 전개에 관여하여 프랑스와의 외교 문제로 비화되었다. 강경포를 중심으로 일어난 사건이라 하여 강경포 사건이라고 부른다. 교안 사건이면서 교폐 사건이기도 하다.

## 행정기관
- 대전지방법원 논산지원
- 대전지방검찰청 논산지청
- 논산경찰서
- 논산소방서 강경파출소
- 한국전력공사 논산지사

## 교통
국도 제23호선이 통과하고 철도는 강경역이 있다. 무궁화호와 새마을호가 정차한다.

## 강경출신 유명인
- 김우식 전 연세대총장, 강경상고 졸업
- 강부자
- 고수

## 교육
- 중앙초등학교
- 황산초등학교
- 산양초등학교
- 강경중학교
- 강경여자중학교
- 강경고등학교
- 강경상업고등학교

## 참고 자료
- 최장문 (2006년 9월 27일). “옛 강경 포구는 사라질 것인가? - 땡땡이! 실버문화학교, 강경 답사를 가다”. 오마이뉴스. 2008년 5월 22일에 확인함.
- 신현종 (2008년 1월 18일). “곰삭은 맛 … 잘익은 멋, 살아있는 옛꿈 - [Travel] 강경, 근대로의 시간여행”. 충청투데이. 2008년 5월 22일에 확인함. |제목=에 지움 문자가 있음(위치 26) (도움말)